# Joaquim Ventalló i Vergés
Joaquim Ventalló i Vergés   (Terrassa, 5 de febrer de 1899 - Barcelona, 3 de desembre de 1996) fou un periodista, polític, traductor, poeta i publicista català, nebot de Josep Ventalló i Vintró (1856-1917). Va traduir Les aventures de Tintín al català.

## Biografia
Començà treballant com a periodista a les publicacions terrassenques El Mal Temps i El Dia. El 1921 col·laborà amb L'Estevet i més tard fou redactor a diaris importants com La Publicitat (1924-1930), La Rambla (1925-30), L'Esport Català (1925-1927), Mirador i altres. També va formar part de l'Agència Fabra.
Va retransmetre el primer partit de futbol per ràdio en català el 8 d'abril de 1928 a Ràdio Barcelona, un partit entre la Real Unión d'Irun i el Barça, amb victòria blaugrana, que es va disputar a l'estadi Gal d'Irun.
Formava part de l'anomenat «Grup de L'Opinió», diari on hi va escriure des del 1928, i va prendre part en els esdeveniments polítics que facilitaren la proclamació de la Segona República Espanyola. El 1931 ingressà a Esquerra Republicana de Catalunya i fou escollit regidor de l'ajuntament de Barcelona, però el 1933 abandonà el partit amb Joan Lluhí i Vallescà, Josep Tarradellas i Joan Casanellas i Ibars per formar el Partit Nacionalista Republicà d'Esquerra. Del 1931 al 1934 fou director de L'Opinió i, del 1934 al 1936, de La Rambla.
Durant la Guerra Civil espanyola es va exiliar a França, ja que fou perseguit per la FAI, però tornà a Barcelona el 1943. Depurat pel franquisme, no pogué exercir de periodista i va treballar d'agent comercial. A partir del 1967 va poder col·laborar a Destino, La Vanguardia, Tele/Estel i Recull de Blanes. També va donar nombroses conferències sobre els problemes de l'ensenyament a Catalunya.
Ventalló va traduir i adaptar els llibres de Les aventures de Tintín al català. Són seus els famosos renecs que surten de la boca del capità Haddock. Els va començar a traduir als anys seixanta, en plena dictadura, fins al 1987.
Posteriorment va col·laborar a Catalunya Ràdio, on va fer el programa La dignitat de la memòria amb Josep Maria Lladó i Figueres. El 1984 va rebre la Creu de Sant Jordi de la Generalitat de Catalunya.
L'Ajuntament de Terrassa va col·locar una placa commemorativa a la casa on va viure Ventalló.
El seu fons personal es troba dipositat al CRAI Biblioteca del Pavelló de la República de la Universitat de Barcelona. Consta de correspondència rebuda i/o escrita per Joaquim Ventalló i Vergés, documents diversos de l'època de la Segona República, papers personals de l'escriptor i fulls volants de diferents institucions culturals i educatives.

## Obres
- Pau Canyelles, ex-difunt (1931), novel·la
- Les escoles populars, ahir i avui (1968)
- L'educació com a fonament del respecte als drets humans (1968)
- Dos problemes greus en l'ordre de l'ensenyament (1969)
- El que hi ha i el que no hi ha en el Llibre Blanc sobre l'educació (1970)
- Los intelectuales castellanos y Cataluña (1976)
- Llamp de llamp de rellamp de contrarellamp! (2011)